# Robert A. Harris (Filmrestaurator)
Robert A. Harris (* 1945) ist ein US-amerikanischer Filmrestaurator, Filmarchivar und Filmproduzent.

## Leben
Robert A. Harris wurde 1945 geboren. Sein Vater importierte Linsen und Kamerasysteme von Carl Zeiss, was bei Harris von frühester Jugend an ein Interesse an Film und Fotografie weckte. Über einen Freund seines Vaters erhielt er einen Aushilfsjob beim Filmunternehmen Seven Arts Productions, das die Rechte an allen vor 1949 produzierten Warner Bros. Filmen hielt. Dort erlernte er die Grundzüge des Filmmarketings und arbeitete auch als Kinovorführer. Beim Betrachten alter 16-mm-Filme wurde ihm das Problem des fortschreitenden chemischen Zerfalls von Negativen und die damit einhergehende Bedrohung des historischen Filmerbes bewusst.
Später studierte Harris Filmwissenschaft an der New York University. Danach gründete er in Rye, New York das Filmarchiv Images Film Archive. 1981 war Harris als Production Supervisor bei Kevin Brownlows Restaurierung von Abel Gances Historienfilm Napoleon involviert, für dessen 1972 von Gance und Claude Lelouch restaurierte Version Harris die US-Verleihrechte innehielt. Nach diesem Projekt beschloss er, sich verstärkt der Restaurierung alter Filmklassiker zu widmen.
Über persönliche Kontakte bei Columbia Pictures konnte er die Rechteinhaber von Lawrence von Arabien überzeugen, der Restaurierung einer vollständigen 70-mm-Version des Filmklassikers zuzustimmen. Bei diesem Auftrag lernte Harris den Produzenten James C. Katz kennen. Mit diesem arbeitet er seither regelmäßig zusammen. Gemeinsam restaurierten beide Filmklassiker wie Spartacus, My Fair Lady, Vertigo – Aus dem Reich der Toten und Das Fenster zum Hof. Für ihre Arbeit wurden beide beim San Luis Obispo International Film Festival 2000 mit dem King Vidor Award for Excellence In Filmmaking ausgezeichnet. Bei den Satellite Awards 2010 wurde Harris für seine Arbeit als Filmkonservator und -historiker mit dem Nikola Tesla Award ausgezeichnet.

## Filmografie
Restaurator
- 1981: Napoleon (Napoléon, Production Supervisor)
- 1989: Lawrence von Arabien (Lawrence of Arabia)
- 1991: Spartacus
- 1994: My Fair Lady
- 1996: Vertigo – Aus dem Reich der Toten (Vertigo)
- 1999: Das Fenster zum Hof (Rear Window)
- 2001: To Be Alive! (Kurzfilm)
- 2001: Williamsburg: the Story of a Patriot (Kurzfilm)[13]
- 2007: Der Pate (The Godfather)
- 2007: Der Pate – Teil II (The Godfather Part II)
- 2013: Eine total, total verrückte Welt (It’s a Mad, Mad, Mad, Mad World)
- 2015: Triumph des Willens (Dokumentarfilm)

Produzent
- 1989: Alien Terror (Alien Space Avenger)
- 1990: Grifters (The Grifters)

## Schriften
- mit Michael S. Lasky: The Complete Films of Alfred Hitchcock. New York, NY, Kensington Publ. 2002, ISBN 978-0-806-52427-6.